# Prineville
Prineville – miasto w Stanach Zjednoczonych, w stanie Oregon, siedziba administracyjna hrabstwa Crook.